# Bauhinia stenantha
Bauhinia stenantha är en ärtväxtart som beskrevs av Friedrich Ludwig Diels. Bauhinia stenantha ingår i släktet Bauhinia och familjen ärtväxter. Inga underarter finns listade i Catalogue of Life.